# 현영희
현영희(玄永姬, 1951년 12월 15일 ~ )는 대한민국의 전직 정치인이자 기업인이다.

## 이력
1971년부터 1977년까지 부산에서 초등학교 교사로 재직한 뒤 1984년 동래구에 강림유치원을 설립 2005년 12월까지 원장 겸 이사장 등을 역임하였다. 부산에서 지방의원을 지낸뒤 2010년 부산광역시 교육감에 출마했다.
2012년 새누리당 비례대표로 당선됐다. 그러나 공천헌금 3억원을 준 혐의로 기소되어 당에서 출당되었다. 이후 무소속 신분을 지냈지만, 2014년 1월 16일 공천을 받게 해달라며 새누리당 부산시당 전 홍보위원장에게 5천만 원을 준 혐의가 인정돼 징역 1년 6개월에 집행유예 2년, 추징금 4천8백만 원이 확정되어 의원직을 상실하였다.
2019년 4월 기준으로, 부산광역시 강림문화재단 이사장으로 재직 중이다.

## 역대 선거 결과
|  | 55.16% |

|  | 76.28% |

|  | 15.45% |

|  | 42.8% |